# Chic (album)
Pour les articles homonymes, voir Chic.
Albums de Chic
C'est chic
(1978)
Singles
1. Dance, Dance, Dance (Yowsah, Yowsah, Yowsah)
Sortie : septembre 1977
2. Everybody Dance
Sortie : avril 1978

Chic est le premier album du groupe de disco-funk américain Chic. Il est sorti le 22 novembre 1977 chez Atlantic Records. 
L'album contient les simples à succès Dance, Dance, Dance (Yowsah, Yowsah, Yowsah) et Everybody Dance.

## Liste des titres
Toutes les chansons sont écrites et composées par Bernard Edwards et Nile Rodgers. Dance, Dance, Dance (Yowsah, Yowsah, Yowsah) et São Paulo sont également écrites par Kenny Lehman.
| No  | Titre                                        | Durée |
| --- | -------------------------------------------- | ----- |
| A1. | Dance, Dance, Dance (Yowsah, Yowsah, Yowsah) | 8:21  |
| A2. | São Paulo                                    | 5:01  |
| A3. | You Can Get By                               | 5:36  |
| B1. | Everybody Dance                              | 6:41  |
| B2. | Est-ce que c'est chic ?                      | 3:53  |
| B3. | Falling in Love with You                     | 4:29  |
| B4. | Strike Up the Band                           | 4:32  |

## Crédits
| Musiciens - Norma Jean Wright - voix principale (B1, B2, B3) - Bernard Edwards - voix principale (A3), guitare basse - Nile Rodgers - guitare, voix - Tony Thompson - batteries - Luther Vandross - voix - Alfa Anderson - voix - David Lasley (en) - voix - Robin Clark (en) - voix - Diva Gray - voix - Kenny Lehman - bois - David Friedman - cloches d'orchestre, vibraphones - Raymond Jones - claviers - Robert Sabino (en) - claviers - Andy Schwartz - claviers - Tom Coppola (en) - claviers - Jeremy Wall (en) - claviers - George Young - flûte, saxophone ténor - Vito Rendace - flûte, saxophone ténor (A1) - Jon Faddis - trompette - Jay Beckenstein (en) - saxophone (A2) - Barry Rogers - trombone - Gerardo Velez (en) - percussions - Sammy Figueroa (en) - percussions - Alfred Brown - cordes - Gloria Agostini - harpe - Bernard Edwards, Nile Rodgers, Kenny Lehman - arrangements | Production - Bernard Edwards - réalisateur artistique - Nile Rodgers - réalisateur - Kenny Lehman - co-réalisateur (track A1, A2) - Bob Clearmountain - ingénieur du son - Bob Drake - ingénieur - Michael Frondelli - ingénieur - Ron Johnsen - ingénieur - Tom Savarese (en) - ingénieur - Marc Kreiner, Tom Cossie - producteurs exécutifs - Bob Defrin - direction artistique - Lynn Dresse Breslin - conception Enregistré aux Electric Lady Studios, New York ; voix mixées au studio Power Station, New York |

## Classements et certifications
| Classement (1977-78)                | Meilleure position |
| ----------------------------------- | ------------------ |
| Australie (Kent Music Report)       | 67                 |
| Canada (RPM Top Albums)             | 25                 |
| États-Unis (Billboard 200)          | 27                 |
| États-Unis (Top R&B/Hip-Hop Albums) | 12                 |

| Classement (1978)              | Rank |
| ------------------------------ | ---- |
| États-Unis (Billboard Hot 100) | 37   |

### Certifications
| Région                                                                                                 | Certification | Ventes/Streams |
| --- | ------------- | -------------- |
| États-Unis (RIAA)                                                                                      | Or            | 500 000^       |
| *Ventes selon la certification ^Mise en rayon selon la certification xNon précisé par la certification |               |                |